# انتونی کوک (بازیکن فوتبال)
انتونی کوک (انگلیسی: Anthony Cook؛ زادهٔ ۱۰ اوت ۱۹۸۹) بازیکن فوتبال اهل بریتانیا است.
از باشگاه‌هایی که در آن بازی کرده‌است می‌توان به باشگاه فوتبال کونکورد رانجرز، باشگاه فوتبال ابسفلیت یونایتد، باشگاه فوتبال براینتری تاون، باشگاه فوتبال چلمزفورد سیتی، باشگاه فوتبال داگنم و ردبریج، باشگاه فوتبال بروملی، و باشگاه فوتبال کارشالتون اتلتیک اشاره کرد.